# Baba Sawan Singh

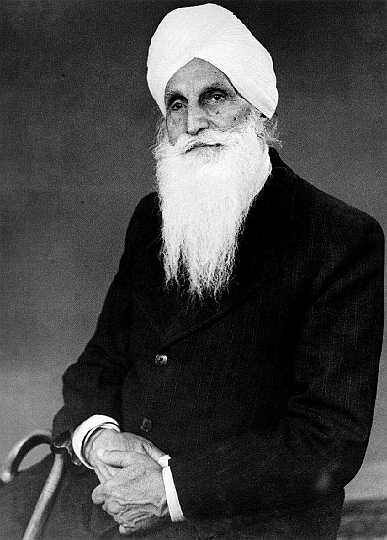
Baba Sawan Singh Ji Maharaj (1858-1948)

Baba Sawan Singh (1858 - 1948), conocido como "El Gran Maestro", fue un santo indio.
Fue el segundo Satguru del grupo religioso Radha Soami Satsang Beas, a partir de la muerte de Baba Jaimal Singh en 1903, y hasta su muerte en 1948. Tras la muerte de Baba Sawan Singh, Sardar Bahadur Maharaj Jagat Singh le sucedió como tercer Satguru.
Algunos de sus discípulos constituyeron misiones espirituales en otros lugares. Entre ellos se incluyen Kirpal Singh, Baba Somanath, Pritan Das y Mastanaji.
Predicó y enseñó la práctica del Surat Shabda Yoga a millones de personas que acudían a oír sus discursos espirituales en la Colonia de Radha Soami, de Beas, a la que puso el nombre de Dera Baba Jaimal Sing, en recuerdo de su Gurú, Baba Jaimal Singh Ji. Inició a más de 125.000 almas en este sendero Místico, el mayor número de personas iniciadas por ningún Santo en esta época.[cita requerida]
Entre sus obras se encuentra el Gurmat Sidhant o Philosophy of the Masters, que consiste en dos grandes volúmenes de mil páginas cada uno, originalmente escrito por Él en punjabi, ahora ha sido traducido al inglés, urdu e hindi y está siendo traducido a otros idiomas también. Su Discourses on Sant Mat también ha sido impreso en dos volúmenes habiéndose traducido al inglés y muchos otros idiomas. También está una recopilación de cartas de sus discípulos llamado Spiritual Gems.
- Datos: Q328893
- Multimedia: Baba Sawan Singh / Q328893